# Phrurolinillus
Phrurolinillus là một chi nhện trong họ Phrurolithidae.

## Các loài
- Phrurolinillus lisboensis Wunderlich, 1995
- Phrurolinillus tibialis (Simon, 1878)